# Sical de Raimondi
El sical de Raimondi (Sicalis raimondii) és un ocell de la família dels tràupids (Thraupidae).

## Hàbitat i distribució
Habita zones rocoses del vessant occidental dels Andes de l'oest del Perú.